# La escuela sociológica del Derecho
La escuela sociológica pretende estudiar como la ley debe ser adaptada y adecuada para responderle a las condiciones cambiantes de la sociedad las leyes por lo tanto concebidas como un medio para la consecuencia de un fin
Edward Ross quien desarrolla una teoría sociológica sistemática del control social, Ross (1896) también articuló una perspectiva del derecho como control social que principalmente enfatiza la capacidad de imposición del derecho a partir de la base de un sistema de castigos
La jurisprudencia sociológica tiene ambiciones normativas claras al confiar en los discernimientos de la ciencia social para avanzar en la solución de problemas de política y de justicia
El objetivo de la sociología es estudiar al derecho como un hecho social se busca describir y analizar las relaciones sociales que se producen dentro de la normativa existente, analizar el origen, la adaptación de las nuevas normas en una sociedad determinada, explicar las funciones de las instituciones jurídicas en la sociedad

## Sociología Del Derecho
La sociología del derecho, es aquella disciplina que estudia los problemas, las implicaciones, objetivos y todo aquello concerniente a las relaciones entre el derecho y la sociedad.

### Aproximación A La Definición De La Sociología Del Derecho
La sociología del derecho puede ser definida con sencillez y amplitud a través de la interconexión de los dos términos de su nomenclatura: la sociología jurídica se ocupa de la influencia de los factores sociales en el derecho y de la incidencia que éste tiene, a su vez, en la sociedad; la mutua interdependencia de lo social y lo jurídico. Entre nosotros, L. García San Miguel, ha indicado dentro de esta perspectiva dos campos de la investigación sociológica-jurídica: El problema genético del Derecho y la acción causal del derecho”. También L. M. Friedmann, uno de los macro sociólogos jurídicos de nuestra época, aludía a estos dos grandes campos de la sociología del derecho: “Las fuerzas sociales que producen o influyen en el derecho” y lo que llamaba “el impacto del derecho”.
La visión de Bifronte de R. Treves sobre sociología del derecho : una sociología jurídica compuesta de dos partes conectadas y complementarias : la individualización del derecho en la sociedad, que presenta el derecho dentro de la sociedad, y la individualización de la sociedad y la acción social en el derecho, que presenta la sociedad para el derecho.
Como bien dice el sociólogo del derecho italiano, los orígenes de la sociología jurídica cabe encontrarlas tanto en la aproximación al derecho desde los estudios sociológicos; como en la aproximación a los factores sociales dado el estudio del Derecho.
Por lo que se ha leído y lo que hablan libros de sociología, filosofía del derecho, y sociología del derecho en esta última viendo su proceso histórico, se puede decir que: Es una ciencia social en gestación, de orígenes cercanos, que ha tenido recientemente un gran desarrollo temático y metodológico el cual es mejor no definir a grandes rasgos, lo que han hecho los autores que se han citado anteriormente. El avance en los métodos de compresión y en los nuevos temas haría pronto insuficiente una definición minuciosa.
Por otro lado podría dar una definición un tanto ambigua la cual sería:
La Sociología Del Derecho: Que hace del Derecho su tema de investigación sociológica; esto sería los pequeños grupos y sistemas de notación. La finalidad que busca éstas, es el significado del Derecho en la sociedad global o la descripción de sus procesos internos, o de ambas cosas a la vez.2

## Antecedentes Históricos
la sociología del derecho suele ser atribuida a Montesquieu o Tocqueville pero ésta, en cuanto ciencia en el sentido moderno, podía llegar a situarse en el siglo XIX a partir de Auguste Comte.